# The North Star (Film)
The North Star ist ein US-amerikanischer Kriegsfilm aus dem Jahre 1943. Regie führte Lewis Milestone; das Drehbuch schrieb Lillian Hellman. Die Hauptrollen spielten Anne Baxter, Dana Andrews und Walter Huston. Der Film wurde in schwarzweiß gedreht.

## Handlung
Ein schöner Sommertag im ukrainischen Dorf North Star. Zuerst werden drei Familien vorgestellt. Da wäre zunächst die Familie Pavlov. Vater Rodion ist der Dorfvorsteher. Er und seine Frau Sophia haben zwei Töchter, Marina und Olga. Boris Simonov und seine Frau Nadya haben zwei Söhne, Kolya, der in der Luftwaffe dient und den ganzen Film über eine Uniform trägt, sowie Damian. Schließlich noch die Familie des berühmten Arztes Dr. Kurin, der mit seiner Frau Anna die beiden Kinder Clavdia und Grischa hat. Außerdem wird noch der Schweinehirt Karp vorgestellt. Dabei wird mehrfach gezeigt, wie glücklich alle sind.
Es ist der letzte Schultag vor den Ferien. Damian wird ausgezeichnet als bester Schüler des Jahrgangs und kann damit auf die höhere Schule gehen. Dazu gibt es noch eine Rede des Schuldirektors über die große Geschichte des Landes und den Auftrag an jeden Schüler und jede Schülerin, dieser gerecht zu werden, sowie ein Auftritt des Schulchors. Am Abend findet ein großes Fest im Dorf statt, bei dem viel gesungen und getanzt wird.
Am nächsten Morgen brechen Marina, Damian, Clavdia und Grischa unter Führung von Kolya zu einer fünftägigen Wanderung nach Kiew auf. Der erste Tag verläuft angenehm mit viel Gesang. Am zweiten Tag werden sie von Karp mitgenommen, der mit einer Gruppe von Planwagen Richtung Kiew fährt. Auch hier wird wieder gesungen, allerdings wird der Gesang von einer Flugzeugstaffel unterbrochen. Kolya kann die Leute gerade noch in einen Straßengraben schicken, bevor der Trupp von den Flugzeugen angegriffen wird. Trotzdem sterben ein Erwachsener und ein Kind bei dem Angriff. Die Planwagen werden zerstört.
Kurz darauf wird auch das Dorf angegriffen. Dabei wird unter anderem Olga erschossen; sie stirbt in den Armen ihrer Mutter. Daraufhin teilt Boris Simonov das Dorf auf: Die kampffähigen Männer bilden eine Guerillaarmee und verlassen nach einem feierlichen Schwur singend das Dorf. Die Aufgabe der anderen ist es, die Guerilla mit Nahrungsmitteln und Informationen zu versorgen und das Dorf abzubrennen, wenn die Nazis kommen. Boris besorgt Waffen für die Guerilla, wird aber auf dem Rückweg von einem deutschen Kampfflugzeug abgeschossen. Die Wandergruppe und Karp sehen das, können Boris aber nicht retten. Sie begraben ihn und übernehmen die Aufgabe, die Waffen zur Guerilla zu bringen. Allerdings muss Kolya zum Dienst zurück und daher die Gruppe verlassen.
Zwei Nazi-Ärzte, Dr. von Harden und Dr. Richter, beschließen, in North Star ein Militärkrankenhaus zu errichten. Als die von den beiden geleitete Gruppe sich dem Dorf nähert, beginnen die Bewohner, es zu verbrennen, kommen aber nicht weit damit, so schnell wie es erobert ist. Sophia Pavlova wird gefoltert, da sie sich weigert, zu sagen, wo ihr Mann, der Dorfvorsteher, ist.
Kolya ist inzwischen im Kampfeinsatz, in einem Flugzeug. Als alle anderen an Bord erschossen sind und er nicht gleichzeitig fliegen und die Bomben abwerfen kann, entschließt er sich, das Flugzeug in einer Selbstmordaktion direkt in eine Nazitransportgruppe zu lenken.
Dr. Kurin erfährt, dass die Kinder des Dorfes zu Zwangsbluttransfusionen herangezogen werden, damit verletzte Nazikämpfer mit dem Blut versorgt werden können. Er eilt sofort in das Krankenhaus und möchte dies unterbinden, wird aber schnell erwischt. Dr. Richter will ihn gefangensetzen, Dr. von Harden verhindert dies aber. Er kennt die wissenschaftlichen Leistungen von Dr. Kurin und respektiert ihn deswegen, nimmt ihn aber als Kämpfer nicht ernst. Bei dem Gespräch kommt ein kleiner Junge, dem Blut entnommen wurde, zu Dr. Kurin und stirbt kurz darauf an Blutverlust. Dr. Kurin darf ihn mitnehmen, um ihn zu beerdigen, er bringt ihn aber zu den Guerilla.
In der Zwischenzeit wird der Waffentransport, versteckt in einem Wald, von einem sehr langen und immer wieder kurz unterbrochenen Nazitransport aufgehalten. Damian beschließt, die Soldaten abzulenken, damit die anderen die Straße, auf der der Transport unterwegs ist, überqueren können. Clavdia, die sich nutzlos und feige fühlt, folgt ihm heimlich. Damian gelingt es mit der Hilfe Clavdias, die Nazis lange genug aufzuhalten, dabei wird Clavdia getötet. Damian wird von einer Granate ausgeschaltet und für tot liegen gelassen. Er überlebt, ist aber jetzt blind. Bald wird er von Marina und Karp gefunden.
Als Dr. Kurin den toten Jungen zu den Guerilla bringt, beschließen diese, den Angriff zur Rückeroberung des Dorfes sofort zu starten, auch wenn die Waffen noch nicht da sind. Sie hoffen, sie noch rechtzeitig zu bekommen. Bald ist der Kampf im Gange. Dr. Kurin findet eine Pistole und begibt sich damit zum Krankenhaus. Dort trifft er auf Richter und von Harden. Er erzählt von Harden, dass er Menschen, die für die Nazis kämpfen, diese aber verachten und sich als etwas Besseres fühlen, am schlimmsten findet. Dabei erschießt er zuerst Richter und dann von Harden. Inzwischen erreicht auch die Gruppe mit den Gewehren das Dorf, das bald darauf von den Nazis befreit ist. Die Überlebenden verlassen das Dorf. Marina hält dabei einen Monolog und sagt, dass dies der letzte Krieg sei und man einer friedlichen Zukunft entgegen sehe.

## Produktion

### Vorgeschichte
Lillian Hellman wurde von Harry Hopkins, einem engen Vertrauten Präsident Roosevelts, gebeten, das Buch für einen Dokumentarfilm über den Kampf der Russen gegen die Nazis zu schreiben. Für diesen Film waren William Wyler als Regisseur und Gregg Toland als Kameramann vorgesehen. Er sollte in der Sowjetunion gedreht werden; Hellman und Wyler hatten bereits die Erlaubnis Moskaus dafür. Während der Verhandlungen mit Samuel Goldwyn wurde aus dem Dokumentarfilm erst ein Halbdokumentarfilm und dann ein kommerzieller Film. In dieser Zeit wurde Wyler in der Air Force tätig und wurde auf Hellmans Bitte durch Lewis Milestone ersetzt.

### Drehbuch
Hellman war sehr zufrieden mit ihrem Drehbuch. Sie wollte zeigen, dass die Kollektivierungen in der sowjetischen Landwirtschaft erfolgreich seien und sogar die Zukunft sein würden. Dazu hatte sie selbst ein solches Kollektiv besichtigt, allerdings in der Nähe von Moskau und organisiert durch sowjetische Regierungsstellen.
Sehr verärgert mit den Änderungen von Lewis Milestone und Samuel Goldwyn kaufte sich Lillian Hellman für 30.000 $ aus dem Vertrag heraus. Sie veröffentlichte ihr Originaldrehbuch noch 1943, was zu dieser Zeit unüblich war. Laut Bernard F. Dick waren dies jedoch keine substanziellen Änderungen, das wahre Problem lag darin, dass Milestone, Goldwyn und William Cameron Menzies einen Ansatz wählten, bei dem das Drehbuch vor allem einfach sein sollte. Dies wird allerdings auch anders gesehen. Durch die Änderungen würde der Showdown zwischen Kurin und Harden kraftlos wirken. Auch der ukrainische Gegenangriff wirke deswegen mehr wie ein Kavallerieangriff aus einem Routinewestern. Hellman wurde ersetzt durch Edward Chodorov, der im Film aber nicht genannt wurde.

### Produktionsfirmen
Der Film wurde von der Samuel Goldwyn Company produziert.

### Besetzung
Für Farley Granger war es der Debütfilm, für den ehemaligen Kinderstar Jane Withers die erste dramatische Rolle als Erwachsene.
Ausgerechnet Erich von Stroheim und Martin Kosleck, die Darsteller der beiden Naziärzte, waren die einzigen Juden in der Besetzungsliste.

### Musik
Der Wunschkandidat Goldwyns für die Musik war Igor Strawinsky.
Die ersten etwa 35 Minuten von The North Star erinnerten einige Rezensenten an ein Musical bzw. eine Operette. Die Lieder, die alle in diesem Teil des Films gesungen werden, wurden von Aaron Copland (Musik) und Ira Gershwin (Text) geschrieben. Es waren im Einzelnen:
- Song of the Fatherland, gesungen vom Schulchor am letzten Schultag
- Chari Vari Rastabari, gesungen auf der Dorffeier
- The Younger Generation, gesungen von Grischa (Eric Roberts), Miranda (Anne Baxter), Clavdia (Jane Withers), Kolya (Dana Andrews) und Damian (Farley Granger) auf der Wanderung am ersten Tag
- No Village Like Mine, gesungen von Karp (Walter Brennan), den Jugendlichen auf der Exkursion und der Reisegesellschaft auf den Wagen kurz vor dem ersten Angriff der Deutschen
- Song of the Guerillas, gesungen beim Auszug der Guerillas aus dem Dorf

### Uraufführungen
Die Welturaufführung war am 4. November 1943 in New York City. Vertrieben wurde der Film von RKO Pictures.
Auf DVD wurde The North Star am 21. Mai 2002 auf einer DVD über Filme aus dem Zweiten Weltkrieg veröffentlicht.

## Rezeption

### Zeitgenössische Kritiken
Generell erhielt der Film gute Kritiken.
The North Star habe so viel „Bewegendes und Triumphales“, dass die „Abweichungen von der Realität generell übersehen“ werden dürften. Die schauspielerischen Leistungen von Walter Huston und Erich von Stroheim werden sehr gelobt, wie auch die von Walter Brennan. Der Kontrast zwischen der „operettenhaften“ und idyllischen Vorstellung des Dorfes und seiner Einwohner und dem kurz darauf einsetzenden Bombenhagel wird kritisiert, der Wechsel würde zu deutlich auf die „theaterhafte Natur“ hinweisen. Es würde zu viel Zeit verbraucht bis der Film endlich „zu seiner Story“ komme. „Danach sei es eine begeisternde“ Geschichte. Nach dem Angriff würden im Film „Spannung und Begeisterung so groß, dass Reflexion“ nicht einfach sei. Der Film habe seinen Höhepunkt „in einer eloquenten Szene, die sehr gut die Idee, dass alle, die den Faschisten helfen, Feinde der Menschheit seien“ darstelle.
Im New York Mirror meinte Frank Quinn, damals einer der festangestellten Kritiker der Zeitung, es sei „eines der lebendigsten Kriegsdramen.“ Diese Kritik wurde in einem Teil der Auflage durch eine Kritik des Chefredakteurs Jack Lait ersetzt, der von „reiner bolschewistischer Propaganda“ sprach, die „nicht offensichtlicher sein könnte, selbst wenn sie von Stalin bezahlt wäre“. Damit folgte er einer Richtlinie von William Randolph Hearst, des Herausgebers der Zeitung.

### Spätere Kritiken
Nach George Chabot ist der Film „als eine historische Anomalie […] ein Muss für Fans von Lewis Milestone“ oder für „Geschichtsinteressierte, die schamlose und unverhohlene Propaganda wie nur Hollywood sie liefern kann“, sehen wollen – „abgesehen von den Reden die geschwungen werden“ und „die ersten 40 Minuten zuckersüßer kollektiver sowjetischer Idylle ignorierend“ sei die „actionorientierte letzte Stunde des Films verdammt gut.“ Chabot führt weiter aus, dass „jene, die denken, der Regisseur John Ford sei übermäßig sentimental gewesen, […] diesen Film offensichtlich nicht gesehen“ hätten. Laut Andrea Passafiume ist der Film eine „faszinierende Mischung aus Politik und Melodram.“
Andere Kritiker äußern sich dahin, dass „selten in der Filmgeschichte […] ein Film so konsistent im Ignorieren politischer und geschichtlicher Realitäten“ sei. Es sei schwierig, das ukrainische Dorf noch „weißgewaschener und geschönter“ zu präsentieren, selbst die Tiere „scheinen im Himmel zu sein.“ Als Drama sei der Film „mehr als ein bisschen lächerlich.“
Die Russen in The North Star wirken seltsam unsowjetisch, sie seien den Leuten im Mittleren Westen verdächtig ähnlich. Das Dorf zeige überhaupt keine Hinweise auf die Sowjet-Ära. Ähnliches sehe man an den „russischen Volksliedern geschrieben von Aaron Copland.“
Der Film sei nicht so schockierend wie zu erwarten sei, wenn man die dargestellten Verbrechen der Nazis an den Kindern betrachtet. Das Dorf gebe diese Kinder einfach auf. Dies sei besonders brutal. Solche Anklagen habe es im Krieg gegeben, dass sie aber tatsächlich stattgefunden hätten könne er in modernen Quellen aber nicht nachweisen – nicht dass es den Nazis an Verbrechen gegen die Menschlichkeit gemangelt habe. Zudem: „Die Nazis verfolgten eine perverse Philosophie rassistischer Überlegenheit und der Bewahrung des reinen arischen Blutes. Warum würden verwundete Nazis das Blut slawischer Kinder annehmen?“
Lillian Hellman „verschwende keine Gelegenheit“, ihre „noblen Russen noble Reden gegen die barbarischen Nazis“ halten zu lassen.
Gelobt werden die schauspielerischen Leistungen von Erich von Stroheim und Walter Huston. Auch sei es schön, Jane Withers in einer so ernsthaften Rolle zu sehen. Sie sei aber eine klare Fehlbesetzung. Anne Baxter und Farley Granger gefallen als junges Liebespaar. „Besonders ironisch“ sei die Anwesenheit Dean Jaggers, der später ein „entschieden antikommunistischer Schauspielersprecher“ gewesen sei.

### Zensur
Das Breen Office hatte starke Bedenken, die Bluttransfusionsszenen im Film zu genehmigen. Sie seien aber auch sehr verstörend.

## Auszeichnungen
The North Star wurde bei der Oscarverleihung 1944 für sechs Oscars nominiert, konnte aber keinen gewinnen. Die Nominierten waren:
- Lillian Hellman in der Kategorie Bestes Originaldrehbuch
- James Wong Howe in der Kategorie Beste Kamera (Schwarzweiß)
- Perry Ferguson und Howard Bristol in der Kategorie Bestes Szenenbild (Schwarzweiß)
- Thomas T. Moulton in der Kategorie Bester Ton.
- Clarence Slifer, Ray Binger und Thomas T. Moulton in der Kategorie Beste Visuelle Effekte
- Aaron Copland in der Kategorie Beste Filmmusik (Drama/Komödie)

Der Film wurde 1943 Film des Jahres des Life Magazins.

## Einspielergebnis
The North Star spielte 1943 in den USA etwa 2.800.000 $ ein. Nur 16 Filme waren in diesem Jahr erfolgreicher.
Dem stehen Produktionskosten von etwa 3.000.000 $ gegenüber. Es ist der teuerste Film, den Samuel Goldwyn produziert hat.

## Nachwirkungen

### Radiosendung
Am 3. Januar 1944 wurde eine halbstündige Radiofassung ausgestrahlt, in der auch Walter Huston, Anne Baxter, Farley Granger und Jane Withers sprachen.

### Das Komitee für unamerikanische Umtriebe und die Folgen auf die Geschichte vonThe North Star
Am 21. Oktober 1947 kritisierte Adolphe Menjou den Film vor dem Komitee für unamerikanische Umtriebe sehr scharf und meinte, der Film hätte nie gemacht werden sollen. Er denke außerdem nicht, dass es ein richtiger Film sei. Daraufhin wurde The North Star zusammen mit Botschafter in Moskau und Song of Russia vom Komitee als verachtenswert eingestuft.
1952 wurde Lillian Hellman vor das Komitee für unamerikanische Umtriebe vorgeladen. Sie bot an, Fragen über sich selbst, nicht aber über andere zu beantworten, was das Komitee aber ablehnte. Daraufhin nahm sie von dem Recht Gebrauch, nicht gegen sich selbst auszusagen. Damit kam sie, wie auch Lewis Milestone, auf eine graue Liste Hollywoods.
Nachdem Lillian Hellman auf die schwarze Liste gekommen war, zog Samuel Goldwyn seinen Namen vom Film zurück.

### Armored Attack
1957 wurden die Filmrechte für The North Star an die Fernsehgesellschaft National Telefilm Associates (NTA) verkauft. NTA unterzog den Film einer an die aktuelle politische Lage angepassten, radikalen Veränderung. Die Einführung mit dem glücklichen Dorf und der fröhlichen Wanderung wurde entfernt. Stattdessen beginnt der Film mit dem Angriff der Deutschen. Auch die politischen Reden wurden entfernt sowie jeder Hinweis auf Russland oder die Ukraine. Es wird sogar nahegelegt, dass die Widerstand leistende Bevölkerung Tschechen oder Ungarn sein könnten. Zur Rede Marina Pavlovas am Ende des Films hört man aus dem Off, dass bald das Übel Kommunismus den Osten Europas unter die Kontrolle eines neuen Aggressors brachte. Abschließend wird zu Archivbildern von Militärparaden auf dem Roten Platz gesagt, es werde nun ein neuer Krieg geführt. Das Ergebnis kam unter dem Namen Armored Attack in die US-amerikanischen Kinos, bezeichnet sich als „eine Adaption des Filmes The North Star“ und ist 76 Minuten lang.

### The North StarundArmored Attack
Dies sei eines der wenigen Beispiele, in denen keiner der beiden Filme ein großartiges, vergessenes Meisterwerk sei, sie zusammen aber ein faszinierendes Beispiel von Amerikas politischer Dialektik seien. Sie liefern eine einzigartige Lektion, wie Hollywood eine Art von Propaganda in eine gänzlich andere umwandelte. Ähnlich äußerten sich auch andere Autoren.

### Copyright
Für Filme, für die ein Antrag auf Copyright in den USA vor 1964 gestellt worden war, musste 28 Jahre nach diesem Antrag eine Verlängerung beantragt werden. Geschah dies nicht, wurde der Film gemeinfrei. Im Fall von The North Star wurde der Verlängerungsantrag 1971 nicht gestellt. Daher wird der Film nun in den USA als gemeinfrei betrachtet. Wegen der Gemeinfreiheit sind viele Kopien auf dem Markt stark (und zumeist schlecht) editiert und/oder in extrem schlechter Qualität. Armored Attack unterliegt anscheinend noch dem Copyright.